# Carlos Reutemann
Carlos Alberto Reutemann (Santa Fe, 12 d'abril de 1942 – Santa Fe, 7 de juliol de 2021) fou un pilot de curses automobilístiques argentí que va arribar a disputar curses de Fórmula 1, conegut tant per carrera esportiva com per ser el substitut de Niki Lauda a l'Scuderia Ferrari després del quasi letal accident que Lauda va tenir al circuit de Nürburgring-Nordschleife. Posteriorment es va dedicar a la política, exercint de senador per la província de Santa Fe.
Carlos va morir el 7 de juliol de 2021 a Santa Fe, als 79 anys.

## A la F1
Carlos Reutemann va debutar a la primera cursa de la temporada 1972 (la 23a temporada de la història) del campionat del món de la Fórmula 1, disputant el 23 de gener del 1972 el GP de l'Argentina al circuit Oscar Alfredo Galvez. Va participar en un total de cent quaranta-sis curses puntuables pel campionat de la F1, disputades en un total d'onze temporades consecutives (1972-1982) aconseguint un subcampionat mundial de pilots, amb un palmarès de 12 victòries, 45 podis, 6 voltes ràpides, 6 poles i 398(310) punts pel campionat del món de pilots.

## Resultats a la Fórmula 1
| Any  | Equip                        | Xassís   | Motor             | 1       | 2       | 3         | 4         | 5       | 6       | 7       | 8       | 9       | 10      | 11      | 12      | 13      | 14      | 15      | 16      | 17    | Posició | Punts   |
| ---- | ---------------------------- | -------- | ----------------- | ------- | ------- | --------- | --------- | ------- | ------- | ------- | ------- | ------- | ------- | ------- | ------- | ------- | ------- | ------- | ------- | ----- | ------- | ------- |
| 1972 | Motor Racing Developments    | Brabham  | Ford-Cosworth DFV | ARG 7   | SUD Ret | ESP       | MON       |         |         |         |         |         |         |         |         |         |         |         |         |       | 16è     | 3       |
| 1972 | Motor Racing Developments    | Brabham  | Ford-Cosworth DFV |         |         |           |           | BEL 13  | FRA 12  | GBR 8   | ALE Ret | AUT Ret | ITA Ret | CAN 4   | USA Ret |         |         |         |         |       | 16è     | 3       |
| 1973 | Motor Racing Developments    | Brabham  | Ford-Cosworth DFV | ARG Ret | BRA 11  | SUD 7     |           |         |         |         |         |         |         |         |         |         |         |         |         |       | 7è      | 16      |
| 1973 | Motor Racing Developments    | Brabham  | Ford-Cosworth DFV |         |         |           | ESP Ret   | BEL Ret | MON Ret | SUE 4   | FRA 3   | GBR 6   | HOL Ret | ALE Ret | AUT 4   | ITA 6   | CAN 8   | USA 3   |         |       | 7è      | 16      |
| 1974 | Motor Racing Developments    | Brabham  | Ford-Cosworth DFV | ARG 7   | BRA 7   | SUD 1     | ESP Ret   | BEL Ret | MON Ret | SUE Ret | HOL 12  | FRA Ret | GBR 6   | ALE 3   | AUT 1   | ITA Ret | CAN 9   | USA 1   |         |       | 6è      | 32      |
| 1975 | Martini Racing               | Brabham  | Ford-Cosworth DFV | ARG 3   | BRA 8   | SUD 2     | ESP 3     | MON 9   | BEL 3   | SUE 2   | HOL 4   | FRA 14  | GBR Ret | ALE 1   | AUT 14  | ITA 4   | USA Ret |         |         |       | 3r      | 37      |
| 1976 | Martini Racing               | Brabham  | Alfa Romeo        | BRA 12  | SUD Ret | O.USA Ret | ESP 4     | BEL Ret | MON Ret | SUE Ret | FRA 11  | GBR Ret | ALE Ret | AUT Ret | HOL Ret |         |         |         |         |       | 16è     | 3       |
| 1976 | Scuderia Ferrari             | Ferrari  | Ferrari           |         |         |           |           |         |         |         |         |         |         |         |         | ITA 9   | CAN     | USA     | JPN     |       | 16è     | 3       |
| 1977 | Scuderia Ferrari             | Ferrari  | Ferrari           | ARG 3   | BRA 1   | SUD 8     | O.USA Ret | ESP 2   | MON 3   | BEL Ret | SUE 3   | FRA 6   | GBR 15  | ALE 4   | AUT 4   | HOL 6   | ITA Ret | USA 6   | CAN Ret | JPN 2 | 4t      | 42      |
| 1978 | Scuderia Ferrari             | Ferrari  | Ferrari           | ARG 7   | BRA 1   |           |           |         |         |         |         |         |         |         |         |         |         |         |         |       | 3r      | 48      |
| 1978 | Scuderia Ferrari             | Ferrari  | Ferrari           |         |         | SUD Ret   | O.USA 1   | MON 8   | BEL 3   | ESP Ret | SUE 10  | FRA 18  | GBR 1   | ALE Ret | AUT Ret | HOL 7   | ITA 3   | USA 1   | CAN 3   |       | 3r      | 48      |
| 1979 | Martini Racing Team Lotus    | Lotus    | Ford-Cosworth DFV | ARG 2   | BRA 3   | SUD 5     | O.USA Ret | ESP 2   | BEL 4   | MON 3   | FRA 13  | GBR 8   | ALE Ret | AUT Ret | HOL Ret | ITA 7   | CAN Ret | USA Ret |         |       | 6è      | 20 (25) |
| 1980 | Albilad Williams Racing Team | Williams | Ford-Cosworth DFV | ARG Ret | BRA Ret | SUD 5     | O.USA Ret | BEL 3   | MON 1   | FRA 6   | GBR 3   | ALE 2   | AUT 3   | HOL 4   | ITA 3   | CAN 2   | USA 2   |         |         |       | 3r      | 42 (49) |
| 1981 | Albilad Williams Racing Team | Williams | Ford-Cosworth DFV | O.USA 2 | BRA 1   | ARG 2     | SMR 3     | BEL 1   | MON Ret | ESP 4   | FRA 10  | GBR 2   | ALE Ret | AUT 5   | HOL Ret | ITA 3   | CAN 10  | LVS 8   |         |       | 2n      | 49      |
| 1982 | TAG Williams Racing Team     | Williams | Ford-Cosworth DFV | SUD 2   | BRA Ret | O.USA     | SMR       | BEL     | MON     | E.USA   | CAN     | HOL     | GBR     | FRA     | ALE     | AUT     | SUI     | ITA     | LVS     |       | 15è     | 6       |

### Resum
| Curses: | Victòries: | Pòdiums: | Poles: | Voltes ràpides: | Punts:    |
| ------- | ---------- | -------- | ------ | --------------- | --------- |
| 146     | 12         | 45       | 6      | 6               | 298 (310) |